# Masdevallia venusta
Masdevallia venusta är en orkidéart som beskrevs av Rudolf Schlechter. Masdevallia venusta ingår i släktet Masdevallia och familjen orkidéer. Inga underarter finns listade i Catalogue of Life.